# Paese di Oz
Il Paese di Oz è un paese magico introdotto nel romanzo per bambini del 1900 Il meraviglioso mago di Oz scritto da L. Frank Baum e illustrato da W. W. Denslow.
Oz è composto da quattro vasti quadranti, il Paese dei Gillking a nord, il Paese Quadling a sud, il Paese dei Munckin a est e il Paese Winkie a ovest. Ogni provincia ha il proprio sovrano, ma il regno stesso è sempre stato governato da un unico monarca. Secondo La meravigliosa terra di Oz, questo monarca è la Principessa Ozma.
Baum non intendeva che "Il meraviglioso mago di Oz" avesse un seguito, ma raggiunse una popolarità maggiore di qualsiasi altro paese immaginario da lui creato, inclusa la terra di Merryland nei libri per bambini di Baum. A causa del successo mondiale di Oz, Baum decise di ritornarci quattro anni dopo la pubblicazione de Il mago di Oz. Per i successivi due decenni, descrisse e espanse la terra, una serie che ha introdotto molti personaggi e creature immaginarie. Baum intendeva concludere la serie con il sesto libro di Oz La città di smeraldo di Oz (1910), in cui Oz viene sigillato per sempre e reso invisibile al mondo esterno, ma questo non andava bene ai fan, e abbandonò rapidamente l'idea, scrivendo altri otto libri di successo su Oz.
In tutto, Baum ha scritto quattordici libri per bambini best-seller su Oz e i suoi abitanti incantati, oltre a una serie spin-off di ["Little Wizard Stories of Oz". Dopo la sua morte nel 1919, l'autore Ruth Plumly Thompson, l'illustratore John R. Neill (che aveva precedentemente collaborato con Baum ai suoi libri su Oz) e molti altri scrittori e artisti continuarono la serie. Ora ci sono più di 50 romanzi basati sulla saga originale di Oz di Baum.
Baum ha caratterizzato Oz come un luogo reale, a differenza di Il Mago di Oz (1939) che lo presenta come il sogno della protagonista Dorothy Gale. Secondo i libri di Oz, è un paese fatato nascosto, tagliato fuori dal resto del mondo dal Deserto Mortale.
Un riferimento per gli abitanti di Oz è "Ozite". Il termine appare in Il ritorno del mago di Oz, La strada per Oz e La città di smeraldo di Oz. Altrove nei libri viene utilizzato anche "Ozmie". Nel semi-sequel animato del 1974 del film della MGM, Ritorno ad Oz, "Ozonian" è nella sceneggiatura. Il termine "Ozian" appare nell'adattamento teatrale della Royal Shakespeare Company del film della MGM e nell'opera Wicked. "Ozmite" è stato utilizzato nel marketing di Reilly & Lee negli anni '20, un fatto che ha suggerito ad alcuni critici che "Ozmie" potrebbe essere stato un errore tipografico.

## Caratteristiche
Oz è, nel primo libro Il meraviglioso mago di Oz, distinto dal Kansas nativo di Dorothy per non essere civilizzato; questo spiega perché il Kansas non ha streghe e maghi, mentre Oz sì. Nel terzo libro, Ozma of Oz, Oz è descritto come un "paese fatato".

## Geografia

### La terra di Oz

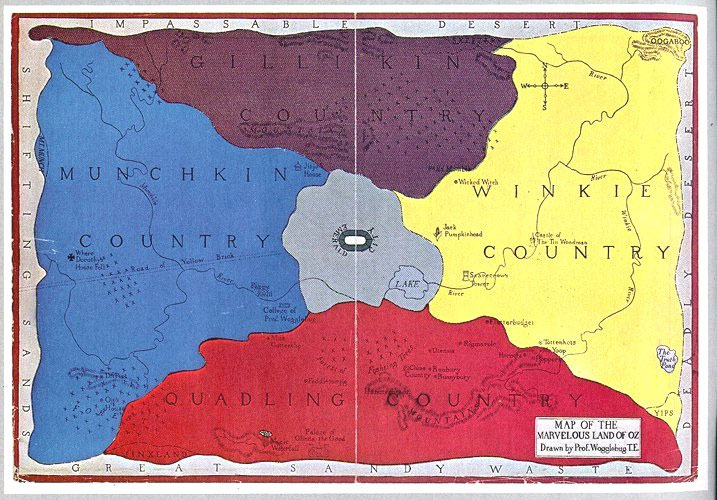
La terra di Oz; la mappa è un'immagine speculare delle posizioni "reali", ma la rosa dei venti mostra l'est sul lato destro.

Oz ha una forma approssimativamente rettangolare ed è divisa lungo le diagonali in quattro paesi: Munchkin Country (ma comunemente chiamato "Munchkinland" negli adattamenti) a est, Winkie Country a ovest,  Gillikin Country nel nord e Quadling Country nel sud. Nel centro di Oz, dove le diagonali si incrociano, si trova la leggendaria Città di Smeraldo, capitale della terra di Oz e sede del monarca di Oz, la Principessa Ozma.
Le regioni hanno uno schema di colori: blu per i Munchkin, giallo per i Winkies, rosso per i Quadling, verde per la Città di Smeraldo e (nei lavori successivi al primo) viola per i Gillikin, regione che non era nominata nel primo libro. Questa enfasi sul colore è in contrasto con il Kansas; Baum, descrivendolo, usò "grigio" nove volte in quattro paragrafi. In Il meraviglioso mago di Oz, questo è semplicemente il colore preferito di ciascun quadrante, utilizzato per l'abbigliamento e altri oggetti creati dall'uomo, e ha una certa influenza sulla scelta dei raccolti , ma i colori di base del mondo sono colori naturali. L'effetto è in  Il meraviglioso paese di Oz, il libro afferma che tutto nella terra dei Gillikin è viola, comprese le piante e il fango, e un personaggio può vedere che se ne sta andando quando l'erba diventa viola al verde, ma descrive anche le zucche come arancioni e il mais come verdi. Baum, infatti, non ha mai utilizzato lo schema dei colori in modo coerente; in molti libri alludeva ai colori per orientare i personaggi e i lettori nella loro posizione, e poi non vi faceva più riferimento. La sua tecnica più comune era quella di rappresentare gli articoli realizzati dall'uomo e i fiori come il colore del paese, lasciando foglie, erba e frutti i loro colori naturali.
La maggior parte di queste regioni sono abitate da persone prospere e soddisfatte. Numerosi riferimenti in tutta la Terra di Oz sono tagliati fuori dalla cultura principale, per ragioni geografiche o culturali. Molti non hanno mai sentito parlare di Ozma, il che rende loro impossibile riconoscerla come la loro legittima regina. Queste regioni sono concentrate ai margini del paese e costituiscono le ambientazioni principali per i libri ambientati interamente in Oz. La principessa perduta di Oz, ad esempio, è ambientato interamente nella dura campagna di Winkie Country, tra due aree abitate. In Glinda di Oz, Ozma parla del suo dovere di scoprire tutti questi angoli sperduti del regno.
Ne Il meraviglioso mago di Oz, una strada di mattoni gialli conduce dalle terre dei Munchkin alla Città di Smeraldo. Altre strade simili sono presenti in altre opere: una da Gillikin Country in The Marvelous Land of Oz, e una seconda da Munchkin Land in The Patchwork Girl of Oz.
Oz è completamente circondata su tutti e quattro i lati da un deserto che isola i cittadini dall'esterno e dall'invasione. Nei primi due libri, questo è semplicemente un deserto naturale, la cui estensione lo rende pericoloso per il viaggiatore, ma in "La strada per Oz" si dice che trasformi in sabbia chiunque lo tocchi. Infatti, in La meravigliosa terra di Oz, Mombi cerca di scappare attraverso di essa e Glinda la insegue sulla sabbia. Tuttavia, è la terra che divide tra la magia di Oz e il mondo esterno, e le Scimmie alate non possono obbedire al comando di Dorothy di portarla a casa perché ciò le porterebbe fuori dalle terre di Oz. In Ozma of Oz, è diventato un deserto magico chiamato Deserto Mortale con sabbie distruttive e fumi nocivi, una caratteristica che è rimasta costante nel resto della serie.

### Ovest ed est
La prima mappa conosciuta di Oz era un vetrino utilizzato nello spettacolo itinerante "Fairylogue and Radio-Play" di Baum, che mostrava la terra blu dei Munchkin a est e la terra gialla dei Winkies a ovest. Queste indicazioni sono confermate dal testo di tutti i libri di Baum su Oz, in particolare il primo, in cui la Perfida Strega dell'Est governa sui Munchkin, e la Perfida Strega dell'Ovest governa i Winkies.
Come le tradizionali mappe occidentali, la mappa "Fairylogue and Radio-Play" mostrava l'ovest a sinistra e l'est a destra. Tuttavia, la prima mappa di Oz apparsa in un libro di Oz aveva quelle direzioni invertite e la rosa dei venti regolata di conseguenza. Si ritiene che questo sia il risultato del fatto che Baum ha copiato la mappa dal lato sbagliato del vetrino, ottenendo effettivamente un'immagine speculare della mappa che intendeva. Quando si rese conto che stava copiando la diapositiva al contrario, invertì la rosa dei venti per correggere le direzioni. tuttavia, un redattore di Reilly e Lee ha invertito la rosa dei venti, pensando che stessi correggendo un errore, creando ulteriore confusione. In particolare, questo ha confuso Ruth Plumly Thompson, che di conseguenza ha spesso invertito la direzione nei suoi libri di Oz.
Un'altra ipotesi deriva dalla concezione originale di Oz, che inizialmente sembrava essere situata in un deserto americano. Se Baum avesse pensato al paese dei Munchkin come alla regione a lui più vicina, sarebbe stato a est mentre viveva a Chicago, ma quando si fosse trasferito in California, sarebbe stato a ovest.
Le mappe moderne di Oz sono quasi universalmente disegnate con i Winkie a ovest e i Munchkin a est, sebbene ovest ed est appaiano spesso invertiti. Molti fan di Oz credono che questo sia l'orientamento corretto, forse a causa dell'incantesimo di Glinda, che ha l'effetto di confondere la maggior parte delle bussole standard; forse assomiglia alla sua somiglianza con il mondo che Alice ha trovato attraverso lo specchio in cui tutto era un'immagine speculare, o forse semplicemente rifletteva la natura aliena di Oz. Nel libro di Robert A. Heinlein del 1980 Il numero della bestia, egli postula che Oz sia in un retrogrado pianeta, il che significa che gira nella direzione opposta alla Terra in modo che il sole sembri sorgere a sinistra quando si guarda a nord. "Lo specchio magico di Oz" di March Laumer attribuisce i cambiamenti a un personaggio chiamato Till Orangespiegel che tenta di trasformare il Paese di Oz in arancione.

### Posizione
Oz, come tutti i paesi fantasy di Baum, è stato presentato come parte del mondo reale, sebbene protetto dalla civiltà da barriere naturali. In effetti, nei primi libri, nulla indicava che non fosse nascosto nei deserti degli Stati Uniti. Acquisì gradualmente i paesi magici vicini, spesso da opere di Baum che erano state indipendente, come Ix da Regina Zixi di Ix e Mo da Il magico monarca di Mo . Il primo di questi è Ev, introdotto in Ozma of Oz.
In Tik-Tok of Oz (1914), Baum incluse mappe nei risguardi che situavano definitivamente Oz in un continente con i paesi vicini. Oz è il paese più grande del continente conosciuto ufficiosamente con i nomi proposti da Robert R. Pattrick: Nonestica, per l'insieme dei paesi che circondano Oz; e "Ozeria", per l'intero continente. Il territorio comprende anche i paesi di Ev, Ix e Mo, conosciuti anche come Phunniland, tra gli altri. Nonestica è, secondo la mappa, adiacente al Nonestic Ocean.
Mappe successive, come quella disegnata da John Drury Clark e John Burton Hatcher, o la mappa di James E. Haff e Dick Martin, mostrano Oz su un piccolo continente circondato da un oceano pieno di isole, e tentano di conciliare le contraddizioni presenti nei libri, come l'orientamento est-ovest dei luoghi. Una discreta quantità di prove nei libri indica che questo continente veniva immaginato come da qualche parte nell'Oceano Pacifico meridionale. All'apertura di Ozma of Oz, Dorothy Gale sta navigando verso l'Australia con il suo Zio Enrico quando viene trascinata in mare (in un pollaio, con Billina la gallina gialla), e atterra sulla riva di Ev, un raro caso in cui un estraneo raggiunge il continente di Oz attraverso mezzi non magici (o apparentemente  non magico) significa. Le palme crescono fuori dal Palazzo Reale nella Città di Smeraldo, e i cavalli non sono originari di Oz, entrambi punti di coerenza con una posizione nel Pacifico meridionale; illustrazioni e descrizioni di case Ozite a forma rotonda e a cupola suggeriscono un'architettura non occidentale. Al contrario, Oz presenta elementi tecnologici, architettonici e urbani tipici dell'Europa e del Nord America all'inizio del XX secolo; ma ciò può comportare input culturali da fonti esterne insolite (vedi Storia sotto).
Un argomento contro il Pacifico meridionale è che le stagioni in Oz vengono mostrate come le stesse stagioni negli Stati Uniti nello stesso periodo. Inoltre, in Il cavallo dei desideri di Oz, Pigasus segue la Stella polare quando vola a Thunder Mountain, cosa che potrebbe essere fatta solo nell’emisfero settentrionale. Ruth Plumly Thompson afferma nel suo primo libro su Oz, The Royal Book of Oz, che la lingua di Oz è l'inglese, il che suggerisce anche un'influenza europea o americana.

### Ispirazione
La creazione della Città di Smeraldo da parte di Baum potrebbe essere stata ispirata dalla Città Bianca dell'Esposizione Mondiale Colombiana, che visitò frequentemente. La sua rapida costruzione, in meno di un anno, potrebbe essere stata un elemento nella rapida costruzione della Città di Smeraldo nel primo libro.
Schematicamente, Oz è molto simile agli Stati Uniti, con la Città di Smeraldo che prende il posto di Chicago: a est, foreste miste e terreni agricoli; a ovest, pianure senza alberi e campi di grano; a Sud, calore e vegetazione rigogliosa, e terra rossa.
Ruth Plumly Thompson ha preso una direzione diversa con i suoi libri su Oz, introducendo elementi europei come il personaggio del titolo di Il cavaliere giallo di Oz, un cavaliere uscito direttamente dalle leggende arturiane.
Secondo la Littlefield, il Meraviglioso Mago di Oz è un'allegoria sulle Elezioni del 1896. Secondo questa tesi, il disegno diagonale della terra di Oz nelle incisioni per i libri di Oz vuole simboleggiare il "Discorso della Croce d'Oro" di Willaim Jennings Bryan.

### Streghe e maghi

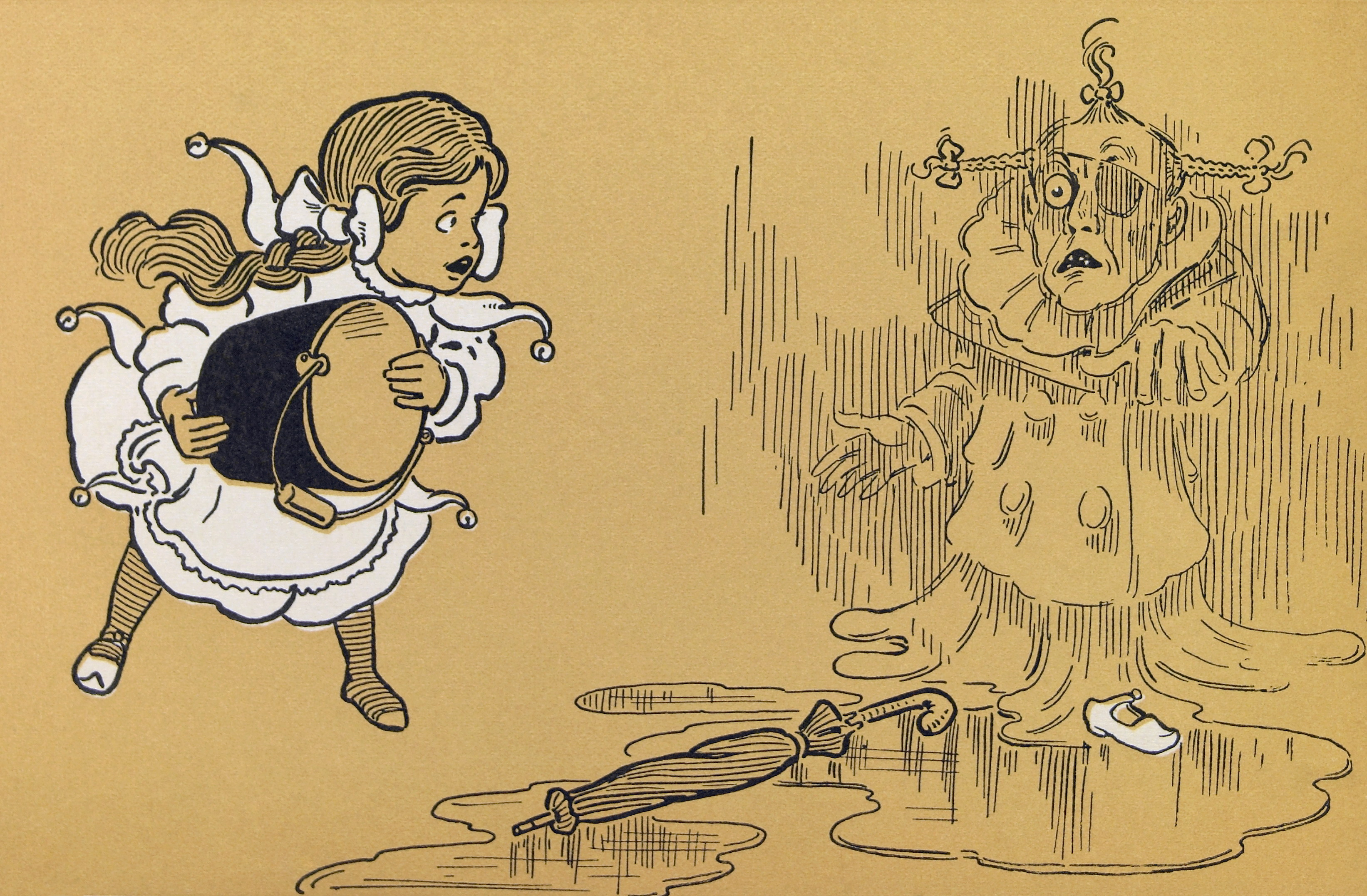
La strega malvagia dell'Ovest si scioglie, dall'illustrazione di William Wallace Denslow nella prima edizione di The Wonderful Wizard of Oz (1900)

Al tempo di Il meraviglioso mago di Oz, le terre a nord, sud, est e ovest di Oz sono governate ciascuna da una Strega. Le Streghe del Nord e del Sud sono buone, mentre le Streghe dell'Est e dell'Ovest sono malvagie. Successivamente si scopre che Glinda (la strega buona del sud) è la più potente delle quattro, anche se i libri successivi di Oz rivelano che la Strega cattiva dell'Ovest era così potente, perfino Glinda la temeva. Dopo che la casa di Dorothy ha schiacciato la Strega Malvagia dell'Est, liberando così i Munchkin dalla schiavitù, la Buona Strega del Nord dice a Dorothy che lei (la Strega del Nord) non è potente quanto lo era stata la Malvagia Strega dell'Est, altrimenti avrebbe liberato lei stessa i Munchkin.
Durante la prima scena di Oz ne Il meraviglioso mago di Oz, la buona strega del Nord (Locasta o Tattypoo) spiega a Dorothy che Oz ha ancora streghe e maghi, non essendo civilizzato, e prosegue spiegando che le streghe e i maghi possono essere sia buoni che cattivi, a differenza delle streghe malvagie di cui Dorothy aveva parlato. Quel libro conteneva solo le quattro streghe (oltre al mago imbroglione), ma nonostante il divieto di Ozma sulla magia, molti altri maghi compaiono nelle opere successive.
Baum tendeva a scrivere in maiuscolo la parola "Strega" quando si riferiva alle streghe del Nord, del Sud, dell'Est o dell'Ovest, ma non lo faceva quando si riferiva alle streghe in generale. Ad esempio, nella già citata prima scena de Il Meraviglioso Mago di Oz, Locasta (o Tattypoo) ringrazia Dorothy per aver ucciso la "Malvagia Strega dell'Est", e si presenta come "la Strega del Nord", con la parola "Strega" in maiuscolo in entrambi i casi. Tuttavia, quando continua a dire a Dorothy che "Io [la Strega del Nord] sono una brava strega, e la gente mi ama", la parola "strega" non è in maiuscolo.
Il bianco è il colore tradizionale delle streghe di Oz. La Buona Strega del Nord indossa un cappello bianco a punta e un abito bianco decorato con stelle, mentre Glinda, la Buona Strega del Sud (chiamata "maga" nei libri successivi), indossa un abito bianco puro. Dorothy viene scambiata per una strega non solo perché ha ucciso la Malvagia Strega dell'Est, ma perché il suo vestito è a quadri bianchi e blu.
Ozma, una volta sul trono, proibisce l'uso della magia a chiunque non sia Glinda il Buono, il Mago di Oz e se stessa - come, in precedenza, la Strega Buona del Nord aveva proibito la magia a qualsiasi altra strega nei suoi domini. L'uso illecito della magia è una caratteristica frequente dei cattivi nelle opere successive della serie, che appaiono in ' 'Lo Spaventapasseri di Oz, Rinkitink in Oz, La Principessa Perduta di Oz, Il Boscaiolo di Latta di Oz' ', e La magia di Oz.

### Animali
Ci sono diversi tipi di animali che vivono a Oz. Secondo Baum, tutti gli animali di Oz hanno la capacità di parlare perché è un regno "fatato". Quando i suoi lettori gli hanno chiesto perché Toto, il cane di Dorothy non parlasse, Baum ha insistito sul fatto che aveva la capacità di farlo, ma non ha scelto di parlare. Toto finalmente lo fa in Tik-Tok of Oz.
Tra i tanti animali di Oz ci sono:
- A-B-Serpente marino – Un serpente marino composto da blocchi alfabetici lungo duecento piedi (sessantuno metri)
- Chiss – Uno spirito malvagio porcospino che può lanciare i suoi aculei.
- Leone Codardo – Il Leone Codardo è uno degli amici di Dorothy Gale.
- Granchio – Un granchio finì in una discussione con una zebra per determinare se il mondo avesse più acqua o più terra
- Doubtful Dromedary – Un dromedario proveniente dall'esterno della Terra di Oz che, insieme al Comodo Cammello, trovò la strada il paese e si unirono al gruppo di Dorothy Gale per trovare lo Spaventapasseri. Dubita di quasi tutto ciò che qualcuno dice.
- Draghi – I draghi sono le creature più resistenti nel Paese di Oz e nei paesi vicini. Quelli di Gillikin Country vivono sottoterra e possono uscire una volta ogni 100 anni in cerca di cibo.
- Topi di campagna – L'Uomo di Latta una volta salvò la regina dei topi di campagna da un gatto selvatico. La sua specie in seguito aiuta Dorothy e le sue amiche a uscire da un campo di papaveri mortale. I topi riappaiono anche nella meravigliosa terra di Oz per aiutare lo Spaventapasseri nella sua ricerca per reclamare il suo trono dal generale Jinjur, nascondendosi nei suoi vestiti e saltando fuori per spaventare Jinjur e le sue guardie.
- Gufi – Il Foolish Owl vive nel Paese di Munchkin. Lei e l'asino saggio sono consiglieri pubblici.
- Ragni viola giganti – Una razza di ragni nel Paese di Gillikin che catturano i viaggiatori nelle loro tele e li rendono i loro servitori.
- Gatto di vetro – Una scultura in vetro portata in vita dalla Powder of Life.
- Gump – I Gump sono creature comuni nella Terra di Oz. Sono creature simili agli alci con corna larghe, baffi caprini e il naso all'insù.
- Ippocampo – Una razza di creature acquatiche metà cavalli e metà pesci che vivono nel Lago Orizon nel Paese di Munchkin. Il mostro lacustre Quiberon una volta li mangiò fino all'estinzione. Dopo che Quiberon fu trasformato in pietra dal Mago di Oz, usò la sua magia per ricostituire le ossa degli Ippocampi, facendo rivivere la loro specie.
- Ippogiraffa– Un Hip-po-gy-raf vive nel Paese di Munchkin a ovest del Monte Munch. Sembra essere una combinazione di un ippopotamo e una giraffa.
- Tigre – La Tigre Affamata è la migliore amica del Leone Codardo.
- Taccola – Un gruppo di taccole vive nel Paese di Quadling.
- Kabumpo – L'elegante elefante di Pumperdink.
- Kalidahs – I Kalidah hanno la testa e le gambe posteriori di una tigre e le braccia, il busto e i piedi di una orso. È noto che i loro artigli squarciano un leone a metà.
- Canguro – Un canguro che indossa guanti vive vicino al villaggio di Fuddlecumjig.
- Papera solitaria – l'unica papera nella Terra di Oz.
- Orchi – Gli Orchi sono animali volanti insoliti che hanno le caratteristiche miste di uno struzzo comune e di un pappagallo.
- Rak – Una bestia terribile con un appetito orribile e un cattivo carattere. Si dice che sia più grande di 100 uomini e possa mangiare qualsiasi essere vivente.
- Serpente a sonagli – Un serpente a sonagli funge da compagno del serpente A-B-Sea.
- Re scoiattolo – Il re degli scoiattoli che vivono nel Paese dei Winkie.
- Cicogna – Una volta una cicogna aiutò Dorothy e i suoi compagni a salvare lo Spaventapasseri.
- Unicorni – Un gruppo di unicorni che vivono presso Unicorners nel Paese di Munchkin.
- Scimmie alate – Scimmie con ali di uccello. Obbediscono al possessore del Berretto d'Oro che li evoca tre volte.
- Asino –  era un ex cittadino del regno di Mo che spesso ha consigliato il re di Mo. Ora vive nel paese di Munchkin con il gufo sciocco.
- Zebra – Una zebra è finita in una discussione con un granchio per determinare